# Béisbol en España
El béisbol en España es un deporte con poca implantación, aunque a nivel competitivo, la selección de béisbol de España es la tercera potencia europea. En los últimos años ha aumentado el número de licencias federativas.
El máximo ente rector es la Real Federación Española de Béisbol y Sófbol.

## Historia
La práctica del béisbol en territorio español comenzó justamente en las provincias españolas de Ultramar (Puerto Rico y Cuba), entre otras cosas por la cercanía y mayor influencia de Estados Unidos. Un deporte tan de moda en Estados Unidos como el béisbol no tardó en llegar al Caribe, y en consecuencia las primeras prácticas de este deporte en España se dieron en las Antillas españolas antes de llegar a Europa. Uno de los primeros partidos oficiales de béisbol de la nación española, y el primero de Puerto Rico, tuvo lugar en el Velódromo de Santurce (Puerto Rico) el 9 de enero de 1898 entre "Boriquen" y "Almendares". En aquellos momentos no existía aún ningún campeonato oficial ni tampoco la Real Federación española de Béisbol, simplemente se organizaban equipos que componían practicantes de este deporte y que lo practibaban por afición, siendo mayoritariamente cubanos y puertorriqueños a los que se agregaban a veces algunos jugadores norteamericanos, ingleses o peninsulares.
Años más tarde y tras la guerra hispanoamericana emigra a la España peninsular parte de la población de Cuba y Puerto Rico, y con ello gente que sabía o había practicado este deporte en las Antillas. A lo largo de las dos siguientes décadas (1900-1920) germinaron distintos clubes españoles que incluyeron entre sus primeros jugadores y técnicos a los españoles de origen antillano, siendo mayoritariamente aficionados que jugaban partidos amistosos o pequeños torneos entre ellos hasta que a finales de los 20 y durante los 30 se organizaron los primeros campeonatos regionales y municipales. No será hasta la década de los 40, con la creación de la Real Federación Española de Béisbol y Sófbol y del Campeonato de España en 1944, hoy Copa del Rey de béisbol, cuando realmente se pueda hablar de campeonatos de béisbol en España dotados de cierta rigurosidad e importancia, con un número estable de equipos y de jugadores amateurs. En 1958 se crea la Liga Española de Béisbol para dar un mayor impulso a este deporte, que se verá interrumpida desde 1962 hasta 1972, para nuevamente resurgir en los 70 y después en 1986 hasta la actualidad.

## Competiciones

### La Liga
La liga española de béisbol se divide en:
- División de Honor
- Primera División A

### Copa del Rey
Anualmente se disputa la Copa del Rey de Béisbol.